# Mimeusemia persimilis
Mimeusemia persimilis är en fjärilsart som beskrevs av Butler 1875. Mimeusemia persimilis ingår i släktet Mimeusemia och familjen nattflyn. Inga underarter finns listade i Catalogue of Life.